# 上海和平公园
上海和平公园是上海市的一家大型公园，常称为和平公园，早期也使用过“榆篮公园”、“提篮公园”等名称，1958年建成开放。位于大连路1131号，杨浦区和虹口区交界处。是一座以中国自然山水园林风格为特色的综合性公园，占地264亩，其中水域面积50亩。目前免费对游人开放。

## 历史沿革
1937年八一三事变爆发，遭到日军袭击。1938年被日军圈作军事用地，在此筑起6座钢筋混凝土防空洞作弹药库使用，并在周围修筑防御工事。1957年部分土地用作垃圾填埋场。1958年在此筹建提篮公园，由当时的榆林区政府征地、提篮桥区负责建设。1959年4月22日对外开放。1959年10月1日因公园内建造了一座和平鸽石雕，於是公園更名为和平公园。1963年和1964年，公园先后两次被划出被划出共9.75亩土地用于建设射击场和长缨中学。文化大革命中和平鸽石雕被毁，但公园仍然保留了“和平公园”的名字。1986年5月12日护士节，园内落成了一座高3.25米的护士塑像。1996年由一家台资企业在园内开设了上海首座海豚馆。2007年和平公园曾进行大规模改造，海豚馆拆除并将大部分动物集中至一座动物岛上饲养。2020年12月30日起和平公园進行新一轮閉園改造，计划将公园改为城市公园风格，原定2022年4月30日完成，但受到2022年疫情影响，推迟至当年10月10日开园。此次改造后，公园拆除围墙，24小时开放。然而，开放仅3天后，和平公园于10月13日19时再次因疫情原因关闭。公园最终于2022年10月或11月间恢复开放，但是未曾有正式通告。

## 园内設施

### 海豚馆
于1996年开张的和平公园海豚馆曾是上海滩最早开展海豚表演的场馆，由一家台资公司建造并经营，后来公司破产并欠下巨额债务。经过谈判，和平公园以200万元的价格获得了海豚馆固定资产的产权。和平公园的新海豚馆取名为蓝海百老汇，总面积达8500平方米，2007年改建时拆除。

### 动物岛
2007年9月改造时保留了动物岛，原先分散圈养的动物迁居岛上散养，2008年春节对外开放开放。整个生态动物岛占地面积约10亩，四面环水，岛的东西两侧建有进入生态动物岛的桥，游客可从此进入岛内观看动物。公园的动物展览区有狮、虎、熊、豹等各类动物 60 多种。以及“鸟语林”。因动物岛上动物活动区域过小，2020至2022年公園改建後，动物岛上不再飼養動物，動物將搬離至上海其他地點。目前，动物岛被改造为“生态岛”，但保留了一块电视屏幕播放改造前动物岛的视频资料。

### 雕塑群
园内有“生命礼赞”、“和谐社会”等主题的雕塑十余尊、“和谐人口文化主题园”雕塑等。

### 和平書院
和平书院由和平书院·综合馆、和平书院·少儿馆、和平艺术馆和和平书院·刊茶社及一个中心阅读绿地组成，这是上海首个24小时開放的城市公园阅读設施。综合馆和少儿馆均為图书馆，一楼周二至周日24小时开放。2024年4月23日，和平书院正式開館。

## 图像

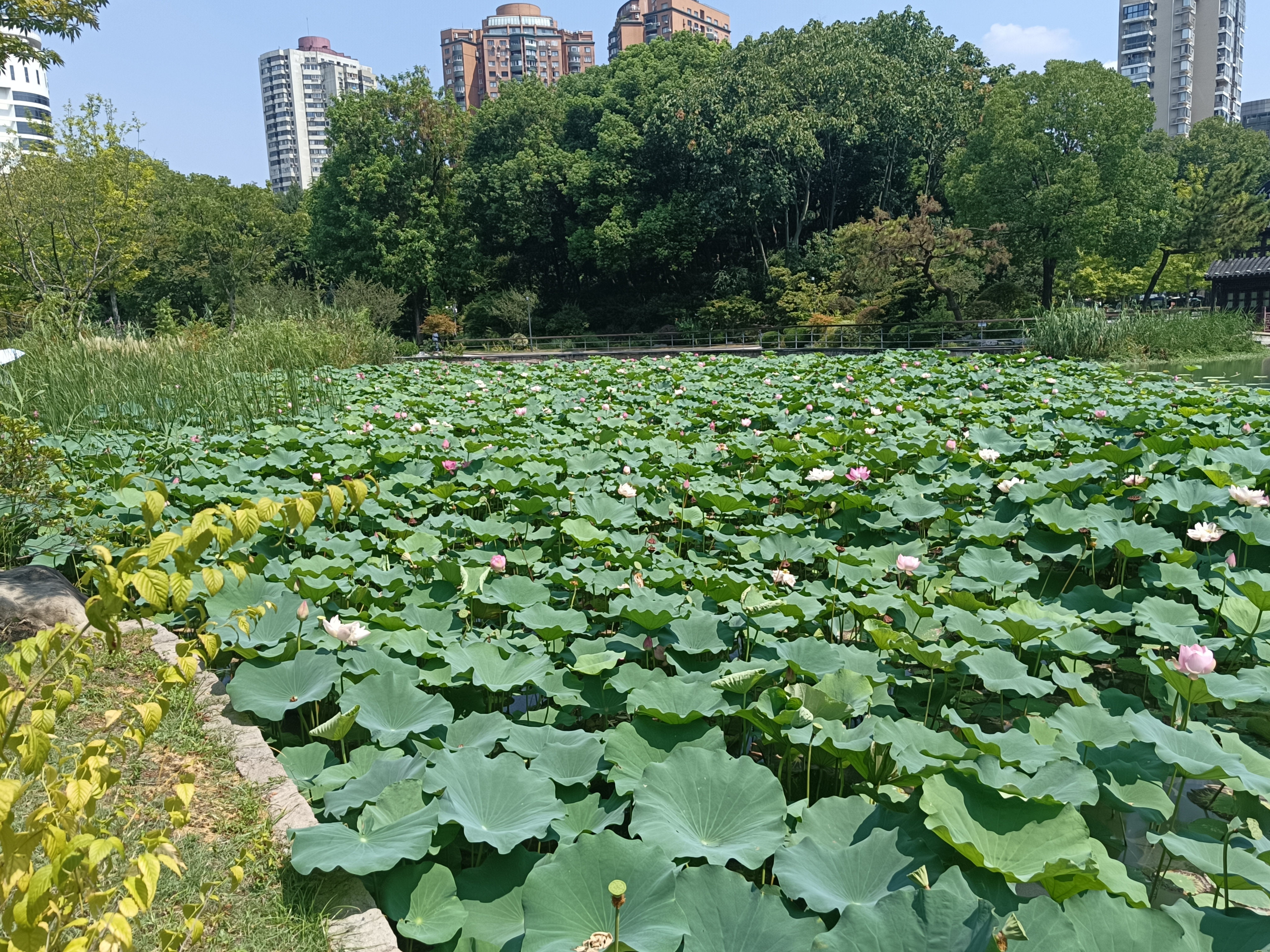
荷花池
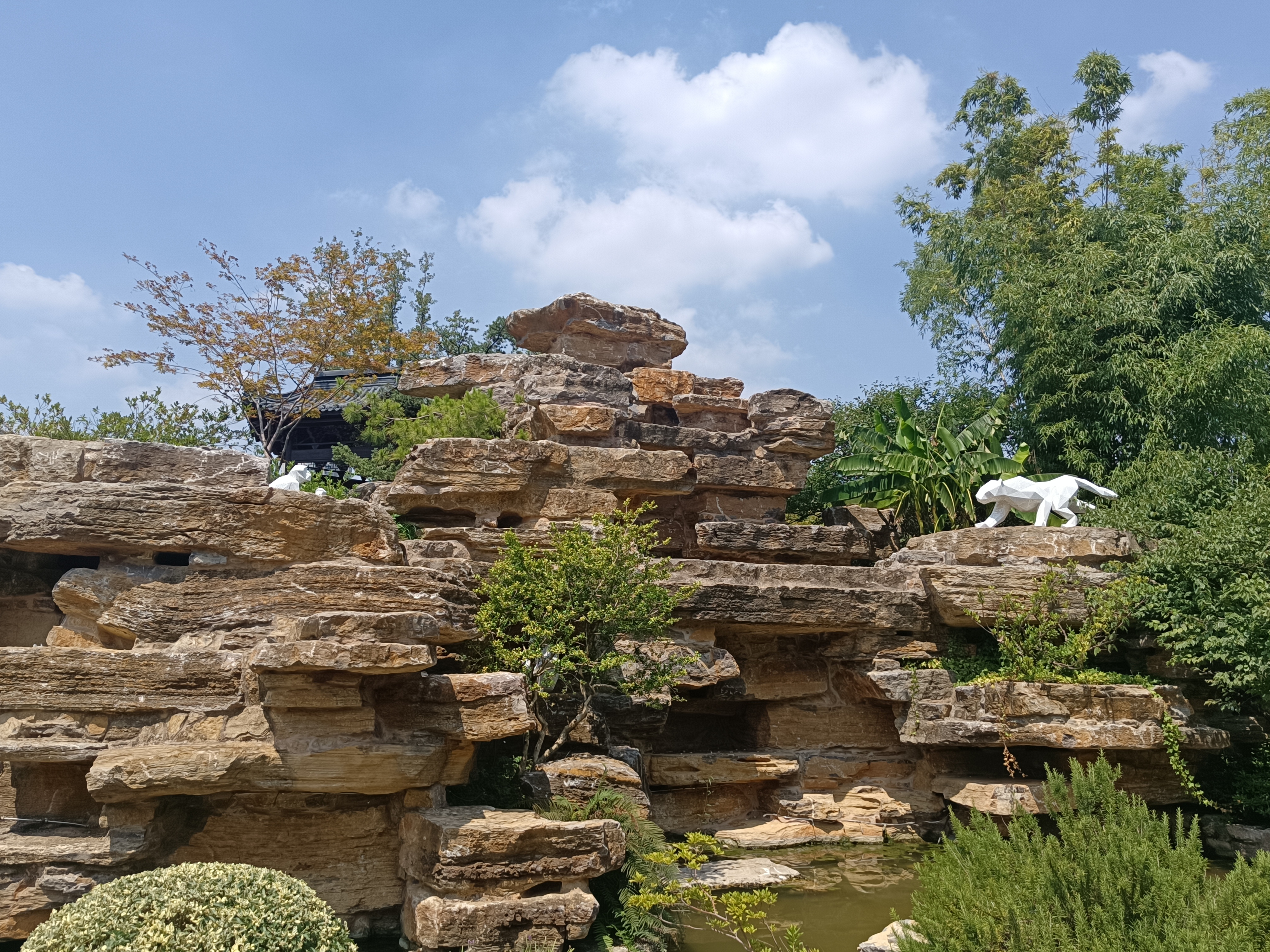
2022年改建后的动物岛不再有动物生活，但设置了动物形象雕塑作为纪念
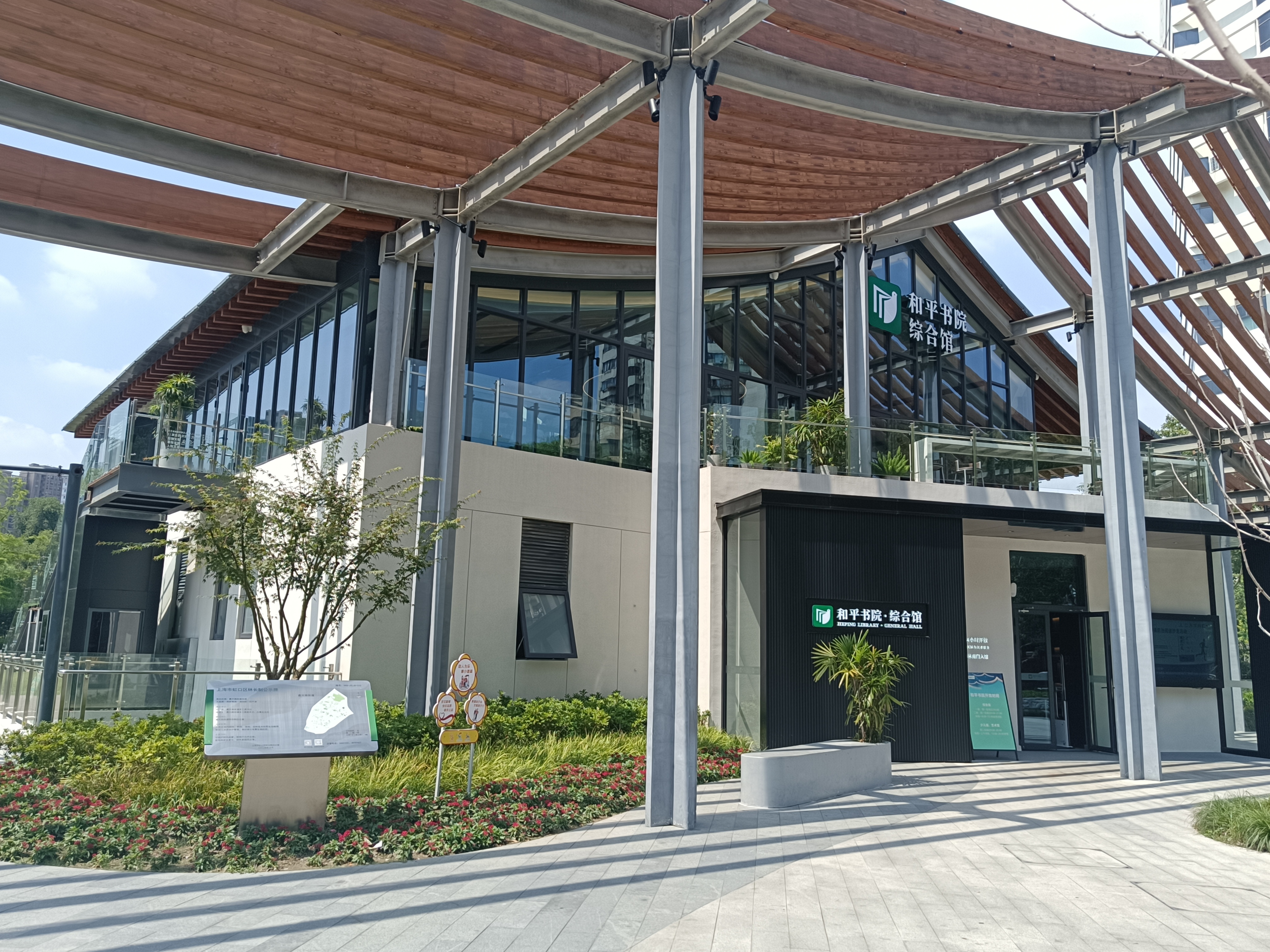
小型图书馆“和平书院”（近大连路）

## 相关事件
- 2004年11月初，公园饲养的46只梅花鹿中有5只在服用驱虫药后在先后几天内死亡。由于园方回应不及时，导致民间产生“梅花鹿死前被抽血割鹿茸”的谣言并被部分媒体采信[12]。事件发酵后由上海动物园兽医在媒体陪同下对梅花鹿进行尸检，结论为“可能死于服药不当”，同时园方否认“抽血和割鹿茸卖”的传言[13]。